# Roberto Moreno de los Arcos
Roberto Moreno y de los Arcos (Ciudad de México, 15 de noviembre de 1943 - Ib., 1 de agosto de 1996) fue un bibliógrafo, historiador, investigador y académico mexicano. Se especializó en la historia de la ciencia, historia colonial de México y en la historia prehispánica de México. 

## Biografía
Hijo de Roberto Moreno y García (1905-1973), normalista, economista e historiador de la educación mexicano, amigo del pedagogo y escritor uruguayo Jesualdo Sosa y el poeta cubano Nicolás Guillén. Su madre fue Adela de los Arcos, profesora de educación primaria, originaria de Galicia, España, exiliada a causa de la guerra civil española. Fue hermano gemelo de Enrique Moreno y de los Arcos (1943 - 2004), pedagogo, escritor y profesor también de la Facultad de Filosofía y Letras de la UNAM.
Cursó la licenciatura en Historia en la Facultad de Filosofía y Letras  de la Universidad Nacional Autónoma de México (UNAM) obteniendo el título en 1967 con la tesis Teodoro de Croix. Su actuación en América, en 1973 obtuvo la maestría con el estudio Joaquín Velázquez de León y sus trabajos científicos sobre el Valle de México. Fue profesor en su alma mater e investigador de tiempo completo en el Instituto de Investigaciones Bibliográficas desde 1967. Fue director del Instituto de Investigaciones Históricas (UNAM) (1979-1989) e investigador de dicho Instituto desde 1981. Se desempeñó como coordinador de Humanidades de la UNAM (1989-1993).
Fue nombrado miembro de número de la Academia Mexicana de la Historia, ocupó el sillón N° 12 con el discurso de ingreso "Un eclesiástico criollo frente al estado Borbón" pronunciado el 27 de noviembre de 1979 y contestado por Edmundo O'Gorman. El 24 de septiembre de 1981, fue nombrado miembro de número de la Academia Mexicana de la Lengua, tomó posesión de la silla XXXIII el 12 de abril de 1984. Falleció el 1 de agosto de 1996 en la Ciudad de México.

## Obras publicadas
Publicó diversos estudios históricos en el Boletín del Instituto de Investigaciones Bibliográficas, en el Boletín del Archivo General de la Nación, en el Anuario de Historia, en Estudios de Cultura Náhuatl, Cahiers du Monde Hispanique et Luso-Brasilien (Caravelle), en Anales de la Sociedad Mexicana de Historia de la Ciencia y la Tecnología, en el Anuario de Humanidades, en la Revista de la Facultad de Derecho de México, en el Anuario de Estudios Americanos y en Estudios de Historia Novohispana.  Entre sus principales libros y colaboraciones destacan:
- Historia de México, obra colectiva coordinada por Miguel León-Portilla.
- Diccionario de la ciencia moderna en España, obra colectiva.
- Las lecciones matemáticas del doctor Bartolache, en 1974.
- Estudios de cultura náhuatl: índices y autores, en diez volúmenes, en colaboración en 1974.
- Joaquín Velázquez de León y sus trabajos científicos sobre el Valle de México: 1773-1775, en 1977.
- Las instituciones de la industria minera novohispana, en 1978.
- Los territorios parroquiales de la ciudad arzobispal, en 1982.
- "Humanismo y ciencias en el siglo XVIII" en Humanismo y ciencia de la formación de México en 1984.
- "Un eclesiástico criollo frente al estado Borbón" en Memorias y Ensayos, en 1985.
- "Antonio de León y Gama (1735-1802)" en Ensayos de historia de la ciencia y la tecnología en México, en 1986.
- Linneo en México. Las controversias sobre el sistema binario sexual (1788-1798), en 1989.
- Medicina novohispana siglo XVI, coautor con Gonzalo Aguirre Beltrán, en 1990.
- Ciencia y conciencia en el siglo XVIII mexicano: antología, en 1994.